# Ingo Oschmann

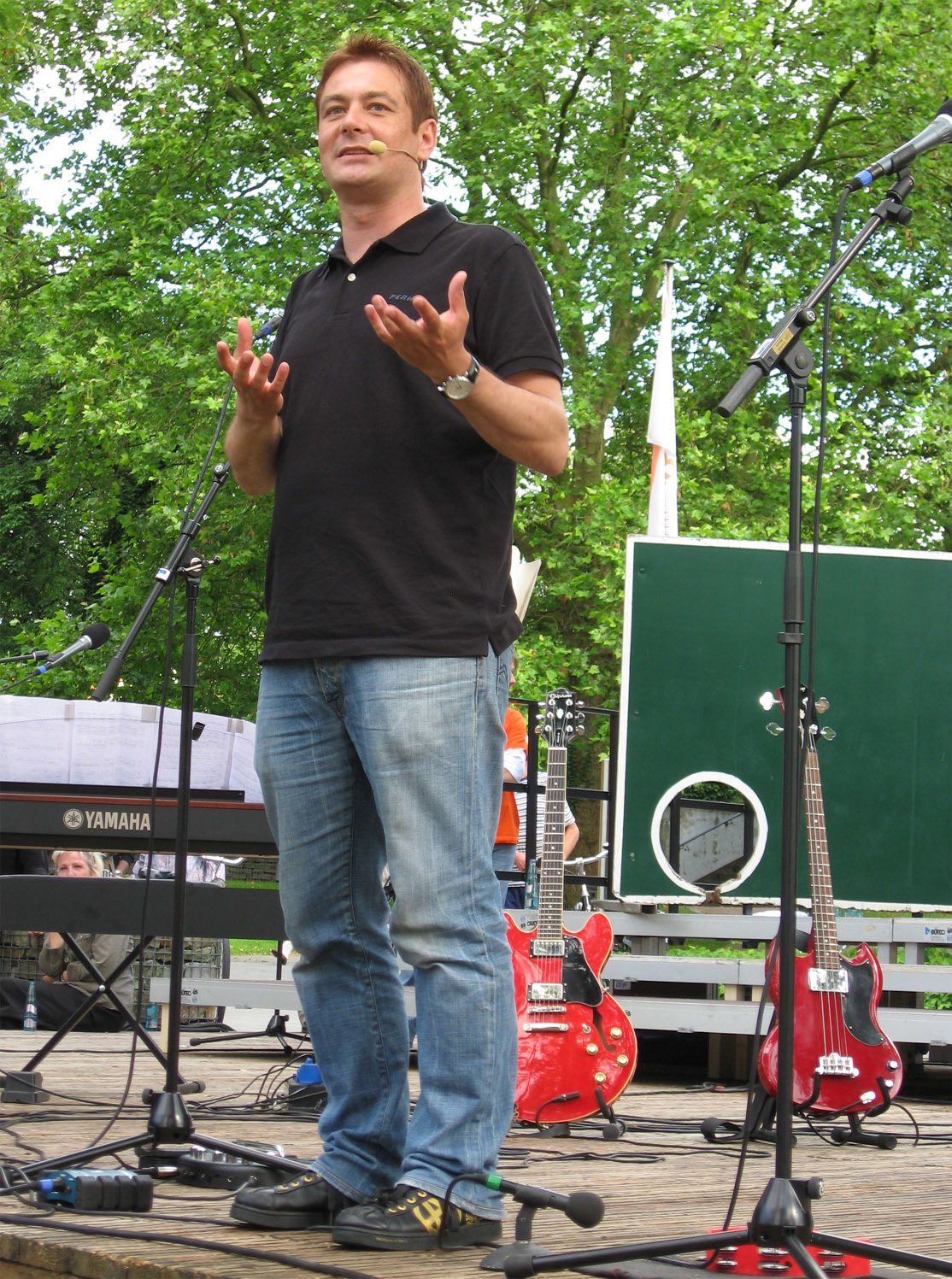
Ingo Oschmann (Juni 2008)

Ingo Oschmann (* 3. August 1969 in Bielefeld) ist ein deutscher Komiker, Entertainer und Zauberkünstler, der auch als Moderator und (Theater-)Schauspieler auf der Bühne steht. Im Jahr 2003 gewann er die erste Staffel der Sat.1-Casting-Show Star Search.

## Biographie
Ingo Oschmann trat erstmals 1992 als Zauberkünstler bei kleineren Veranstaltungen auf. 1993 besuchte er Workshops in den Bereichen Schauspielerei, Pantomime und Improvisation an der Comedy-Schule in Köln.
Im Jahr 2000 war Oschmann erstmals mit seinem abendfüllenden Soloprogramm „Kommunikaze“, für das er 2001 den Swiss Comedy Award gewann. Es folgte sein zweites Soloprogramm „Oben ist es besser als unten!“. Ebenfalls entwickelte und organisierte er seit 2001 die monatliche „Figaro Comedy Show“ in einem Bielefelder Friseursalon, die er auch selbst moderierte. Die Show (2006 nach einem Ortswechsel umbenannt in „Church of Comedy“) lief erfolgreich bis zum Ende des Jahres 2006.
2001 „entdeckte“ Oschmann im Rahmen eines Kunstprojektes den NRW-Nordpunkt.
2003 gewann Ingo Oschmann die erste Staffel der deutschen Fernsehsendung Star Search in der Kategorie Comedy und erhielt seine eigene Fernsehshow Wenn Sie lachen, ist es Oschmann, die 2004 in zwei Staffeln auf Sat.1 ausgestrahlt wurde. Seit 2004 ist er in zahlreichen Sendungen des deutschen Fernsehens als Stand-up-Comedian und Zauberer aufgetreten, u. a. im Ersten bei Lippe blöfft mit Jürgen von der Lippe, beim Star Quiz mit Jörg Pilawa, bei Verstehen Sie Spaß? mit Frank Elstner und bei Dieter Hallervordens Geburtstagsgala „Mit 70 hat man noch Träume“.
Im Jahr 2005 übernahm Oschmann die Moderation der Fernsehsendung WWW – Die Witzigsten Werbespots der Welt auf Sat.1 als Nachfolger von Fritz Egner. Anfang 2006 moderierte Oschmann für zwei Monate das Live-Programm im Varietétheater Georgspalast (GOP-Varieté) in Hannover.
2007 erschien die DVD Ingo Oschmann live zu seinem dritten Soloprogramm „Wenn Sie lachen, ist es Oschmann“ aus dem Jahr 2005; außerdem veröffentlichte er mit Jürgen von der Lippe das Buch „Schönen Abend!“ (auch als Hörbuch erschienen im Eichborn-Verlag).
Im Sommer des Jahres 2007 zeichnete Ingo Oschmann neue Folgen seiner Fernsehsendung WWW – Die Witzigsten Werbespots der Welt auf, die im Herbst und Winter 2007/2008 auf Sat.1 ausgestrahlt wurden. Im September und Oktober 2007 spielte Oschmann zusammen mit Jürgen von der Lippe, Astrid Kohrs und Mogens von Gadow als Theaterschauspieler im Theater an der Kö in Düsseldorf in dem Stück „3 Hanseln im Glück“, einer Komödie von René Heinersdorff.
Im April 2008 stellte Oschmann sein Abendprogramm zum ersten Mal im außereuropäischen Ausland vor, nämlich bei zwei Auftritten im InterContinental Grand Stanford Hotel in Hongkong.
Seit Frühjahr 2009 war Ingo Oschmann mit seinem Programm „Wunderbar, es ist ja so!“ auf Tour in Deutschland und in der Schweiz unterwegs, des Weiteren moderierte er 2009 im WDR-Fernsehen zwei Staffeln der Familiensendung Familienbande – Wer gehört zu wem? und verschiedene Festivals: die O2 World on Tour, Comedy Arts Festival in Moers, Comedy for Charity, Swiss Comedy Award und den Arosa – 10 Jahre Swiss Comedy Award in der Schweiz, das Gaffenberg Festival, das BahnWahnFestival, den NRW Tag, das Zeltfestival Ruhr und den Tag der Niedersachsen. Es folgten weitere Auftritte im TV, u. a. bei Stefan Raabs TV Total (Pro7), bei Thomas Herrmanns im Quatsch Comedy Club (Pro7) und bei So lacht NRW (WDR).
2010 trat Oschmann in Deutschland und der Schweiz mit seinem Bühnenprogramm auf. Des Weiteren folgten Auftritte u. a. im Quatsch Comedy Club mit Thomas Herrmanns (Pro7), So lacht der Norden (NDR), Zwischen Himmel und Hölle (MDR), bei NightWash mit Klaus Jürgen „Knacki“ Deuser (EinsFestival/Comedy Central), sowie in verschiedenen Talk-Formaten (Riverboat (MDR); Kölner Treff (WDR); Funkhaus (WDR)). 2011 moderierte er verschiedene Mixed Shows, wie z. B. den Quatsch Comedy Club Live in Berlin, die Zaubergala in Saarlouis und das Vivat Vivadukt. Es folgen TV-Auftritte bei Stratmann (WDR), Riverboat (MDR), Ent- oder Weder ZDF, So lacht der Norden (NDR), Kölner Treff (WDR), NightWash (EinsFestival) und der Jubiläumsfolge Happy Birthday NightWash (EinsFestival/WDR). Des Weiteren war er wieder Teil des prominenten Rateteams bei Dings vom Dach im HR-Fernsehen. Gleichzeitig arbeitete Oschmann an seinem neuen Bühnenprogramm „Hand drauf!“, mit dem er im darauffolgenden Jahr in ganz Deutschland und der Schweiz auf Tour war.
Ingo Oschmann feierte im Frühjahr 2012 mit dem neuen Stand-Up-Programm „Hand drauf!“ Premiere. Weiterhin spielte er sein Erfolgsprogramm „Wunderbar – es ist ja so!“ und das Kinderprogramm „Schnick Schnacks wandernder Zauberhut“. 2013 tourte Ingo Oschmann in der ersten Jahreshälfte mit seinen Bühnenprogrammen durch Deutschland und die Schweiz und moderierte zwei Mal im Jahr „Plopp – Die Ingo Oschmann Comedy Show“. Des Weiteren trat Oschmann bei der Nettetaler Comedy Nacht. Vom Sommer bis November 2013 stand Ingo Oschmann erneut täglich im Stück „Die wollen nur spielen“ mit Jürgen von der Lippe im Kölner Theater am Dom auf der Bühne.
Im Frühjahr 2014 spielte Oschmann eine kleine „Insel-Tour“ mit Auftritten in der Kulturinsel auf Borkum, im Haus des Kurgastes auf Juist und im Kurtheater auf Norderney. Es folgte sein Bühnenprogramm „Wort, Satz und Sieg!“, mit dem er am 24. September 2014 im Universum Bünde Premiere feierte.

## Auszeichnungen und Nominierungen
- 2001 Sieger Swiss Comedy Award
- 2003 Sieger Star Search (auf Sat.1)
- 2003 Bravo-Otto Bronze
- 2004 Nominierung als bester Newcomer, Deutscher Comedypreis (auf RTL)
- 2017 Westfälisches Blindhuhn, Kategorie Comedy

## Sonstiges
Ingo Oschmann gründete den Medien- und Merchandising-Verlag „Wunschkind“, der unter anderem das Album Kommando Zuversicht von Heinz Rudolf Kunze und die Live-CD Egal gibt’s nicht von Hennes Bender herausbrachte.
2022 gründete Oschmann mit zwei Freunden den www.secret-magic-store.de. Einen Onlineversand für Zaubertricks.
Ingo Oschmann führt zwei Podcastformate. Einheiz3 mit Ingrid Kühne und den Secret Magic Talk mit Andreas Fleckenstein und Alexander Lehmann.

## Veröffentlichungen
- 2006: Quatsch Comedy Club – Das Beste aus 10 Jahren (DVD)
- 2007: Ingo Oschmann live (aus Fürth) (DVD) (Zaubertricks u. a. mit Dieter Hallervorden und Hennes Bender).
- 2007: CD-Hörbuch Schönen Abend! – Geben Sie richtig Gast: Kochen, Spielen, Zaubern mit Freunden. (zusammen mit Jürgen von der Lippe), Eichborn Verlag, ISBN 978-3-8218-5452-6.
- 2007: „Schönen Abend! – Geben Sie richtig Gast: Kochen, Spielen, Zaubern mit Freunden“. (zusammen mit Jürgen von der Lippe), Eichborn Verlag, ISBN 978-3-8218-6030-5.
- 2008: Wie James Bond Bananen schält und 111 Spaßwetten, die Sie garantiert gewinnen. Eichborn Verlag, ISBN 978-3-8218-6047-3.
- 2011: Kinderfilm Halli Hallo Kindershow (DVD)
- 2016: Jäger des versteckten Schatzes. Heyne Verlag, ISBN 978-3-453-61507-6.